# Valmir Ribeiro Siqueira
Valmir Ribeiro Siqueira eller mer känd som Valmir, född den 11 oktober 1986, är en brasiliansk fotbollsspelare. Valmir spelar som vänsterback för Penapolense.